# Пера, Альбано
Альбано Пера (итал. Albano Pera; 13 февраля 1950 года, Капаннори) — бывший итальянский стрелок, выступавший в дисциплинах трап и дубль-трап. Призёр Олимпийских игр и чемпионатов мира, чемпион Европы.

## Карьера
Впервые на международной арене Альбано Пера заявил о себе в 1986 году, когда выиграл этап кубка мира в Монтекатини, выступая в дисциплине трап.
В 1988 он дебютировал на Олимпиаде. В квалификации трапа Пера допустил 7 промахов (из 200 выстрелов). Этого оказалось недостаточно для преодоления квалификации и итальянец завершил выступления на общем 10-м месте.
В том же олимпийском сезоне Пера выиграл золотую медаль на чемпионате Европы в Стамбуле, а в следующем сезоне стал вице-чемпионом Европы и бронзовым призёром мирового первенства.
В дальнейшем итальянец принял решение сконцентрироваться на новом виде стрелковой программы — дубль-трапе. В 1993 году он стал лучшим на чемпионате Европы и завоевал бронзу мирового первенства, через год вновь был третьим на мировом первенстве и взял «серебро» на первенстве Европы.
В 1996 году дубль-трап дебютировал в олимпийской программе и Пера был одним из главных претендентов на медали. В квалификации он поразил 139 мишеней из 150 и с четвёртым результатом прошёл в финал. Там Пера допустил 6 ошибок и разделил с двумя спортсменами 2—4 места. Судьба медалей решалась в перестрелке, где итальянец оказался сильнейшим и завоевал олимпийское серебро.
В конце 1990-х завершил спортивную карьеру и перешёл на тренерскую работу. Являясь главным тренером сборной Италии по стендовой стрельбе, Пера воспитал нескольких чемпионов мира и Олимпийских игр, среди которых Джессика Росси, Джованни Пелльело, Массимо Фаббрици и другие.